# Скоренко, Тимофей Юрьевич
Тимофе́й (Тим) Юрьевич Скоре́нко (род. 28 февраля 1983, Минск) — русский писатель, поэт, автор-исполнитель и журналист белорусского происхождения. Как писатель работает на границе жанров фантастики и реализма, автор в том числе ряда реалистических и исторических рассказов. Занимается популяризацией науки, читает лекции на технические темы.

## Биография
Окончил Белорусский национальный технический университет по специальности «Двигатели внутреннего сгорания». До 2009 года работал на Минском автомобильном заводе инженером-испытателем автомобильной акустики, в 2009 году переехал в Москву, стал редактором в журнале «Что нового в науке и технике». В конце того же года перешёл в «Популярную механику». С 2018 года работает в «Лаборатории Касперского».

## Проза

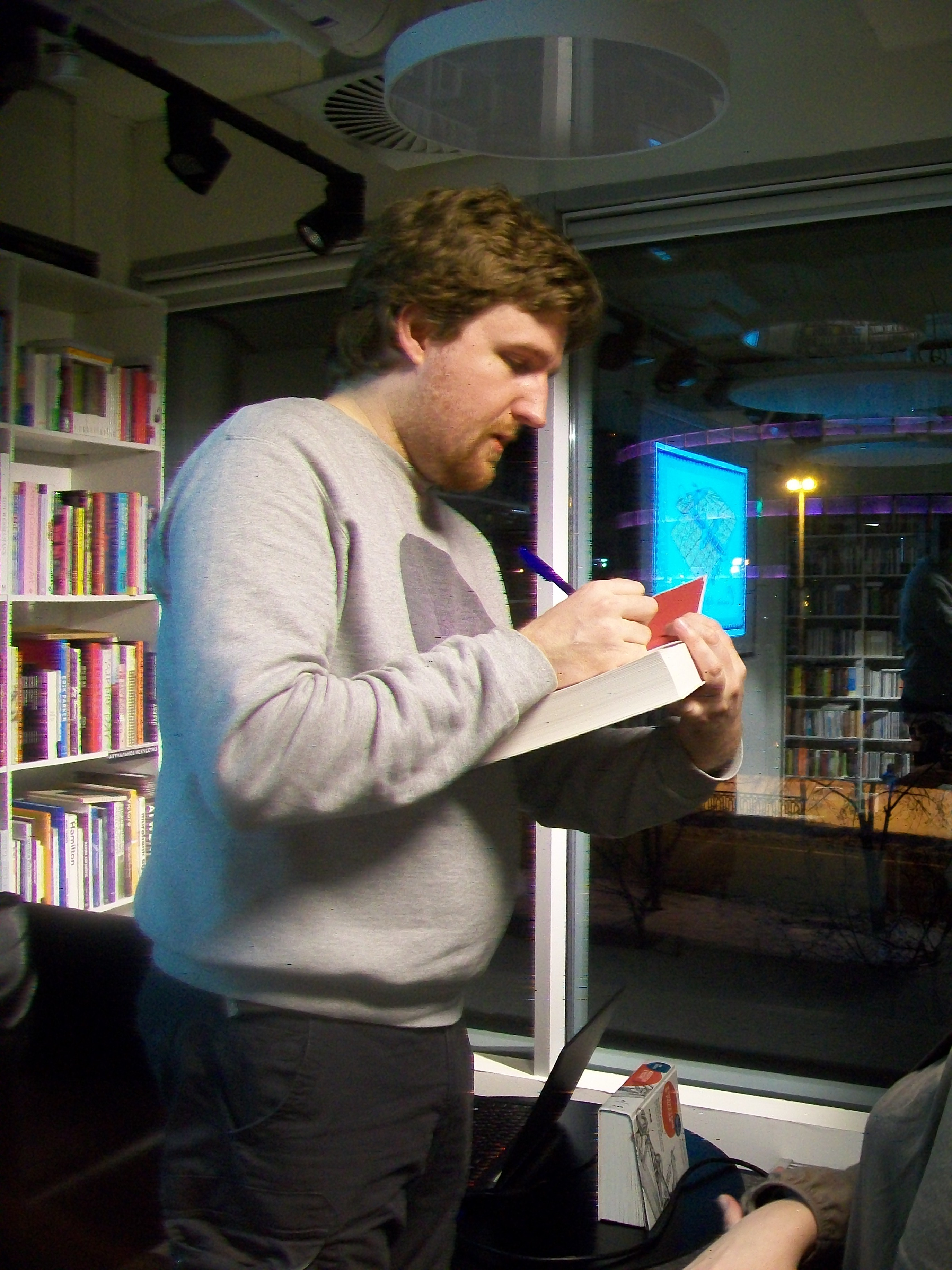
Тимофей Скоренко подписывает свою книгу в Ельцин-центре

Литературой начал заниматься в 2004 году. В 2007 году вошёл в шорт-лист независимой литературной премии «Дебют». Первая публикация — рассказ «Тихие игры» в альманахе «Полдень. XXI век» (№ 9’2008). Первое крупное опубликованное произведение — роман «Ода абсолютной жестокости» (М.: «Факультет», 2010).
Второй роман Тима Скоренко, «Сад Иеронима Босха» (2011), вошёл в лонг-листы премий «Большая книга» и «Национальный бестселлер», а также получил ряд жанровых наград, в том числе «Бронзовую улитку» Бориса Стругацкого. На данный момент опубликовано 45 рассказов (в периодике и сольном сборнике) и 7 романов.

## Авторская песня и поэзия
С 1998 года пишет песни и исполняет их под гитару, является лауреатом и дипломантом ряда фестивалей авторской песни и поэтических конкурсов. Долгое время состоял в клубе авторской песни Белорусского государственного университета под руководством Алексея Нежевца. В разное время становился лауреатом и дипломантом фестивалей авторской песни «Славутич» (Славутич, Украина), «Лицедейство старого города» и «Листопад» (оба — Витебск, Беларусь), «Булат» (Сумы, Украина), «Уникальный автор» (Санкт-Петербург, Россия) и других.
Записал шесть студийных альбомов в жанре авторской песни.
В качестве поэта публикуется чаще всего в собственном блоге. Первая «бумажная» публикация стихотворений — альманах «Панядзелак» (М.: Эксмо, 2006). В 2011 году в Германии вышел сборник стихотворений «Псы Господни» (Зиндельфинген: stella.ru, 2011. ISBN 978-3-941953-35-2).
С 2003 года выступает с концертами — и как автор-исполнитель, и с чтением стихов. Выступал в Минске, Москве, Санкт-Петербурге, Казани, Нижнем Новгороде, Витебске, Новополоцке, Полтаве и так далее.

## Журналистика и популяризация науки
С 2009 по 2018 год работал в сфере журналистики — сначала в журнале «Что нового в науке и технике», затем — в «Популярной механике». Сотрудничает в качестве колумниста с журналом «Мир фантастики». Опубликовал более 400 статей в журналах «Популярная механика», «Мир фантастики», «Что нового в науке и технике», «Maxim», «Tatler», «Cosmopolitan», «Вестник воздухоплавания», «SportFacilities», «Техника — молодёжи» и других. С 2015 по 2018 год работал главным редактором интернет-портала popmech.ru.
С 2014 занимается популяризацией науки, читает лекции на технические темы в различных городах. Выпустил ряд научно популярных книг. Книга «Изобретено в России: история русской изобретательской мысли от Петра I до Николая II» попала в шорт-лист премии «Просветитель» 2017 года, а книга «Изобретено в СССР. История изобретательской мысли с 1917 по 1991 год» — в лонг-лист премии «Просветитель» 2019 года.

## Награды и премии
Лауреат литературных премий (проза) «Серебряная стрела» (2010, 2012), «Еврокон» (2011), «Бронзовая улитка» (2011), «Бронзовый кадуцей» (2011), «Бегущая по волнам» за лучший женский образ в фантастическом произведении (2011 - за образ Майи в романе «Законы прикладной эвтаназии»), «Странник» (2012), «Бронзовый Роскон» (2012), «Дни фантастики в Киеве» (2011), «Facultet» (2009) и других. Лауреат Литературной премии имени Александра Беляева 2015 года за цикл очерков «Занимательные научные опыты и мастер-классы», опубликованный в журнале «Популярная механика».
Лауреат поэтических премий «Перекрёсток» (2009), «Илья-Премия» (2009), «Литературная Вена» (2010), премии имени О. Бешенковской (2010/11) и других.
Лауреат XLI Всероссийского фестиваля авторской песни имени Валерия Грушина.

### Награды в области медиаменеджмента
- XVIII Национальная премия в области медиабизнеса «Медиаменеджер России 2018» в номинации «Электронные СМИ / Онлайн-медиа» «За расширение территории бренда за рамки прессы, успешное развитие проекта и формирование новой аудитории в digital-пространстве»[30].
- Рейтинг молодых медиа-менеджеров России 2017, позиция А (нижняя часть верхнего диапазона рейтинга). Должность: главный редактор сайта «Популярная механика», ИД Independent Media; сфера — создание контента (продукта)[31].
- Рейтинг молодых медиа-менеджеров России 2016, позиция А (нижняя часть верхнего диапазона рейтинга). Должность: главный редактор сайта «Популярная механика», ИД Independent Media; сфера — создание контента (продукта)[31].

### Книги (художественная литература)
- «Ода абсолютной жестокости». Роман. М.: «Facultet», 2010. ISBN 978-5-904358-06-8
- «Сад Иеронима Босха»[32]. Роман. М.: «Снежный ком М», 2011. Серия: Нереальная проза. ISBN 978-5-904919-12-2
- «Законы прикладной эвтаназии». Роман. М.: «Снежный ком М», 2011. Серия: Настоящая фантастика. ISBN 978-5-904919-22-1
- «Псы Господни». Стихотворения. Зиндельфинген: «stella.ru», 2011. ISBN 978-3-941953-35-2
- «Вдоль по лезвию слов». Сборник новелл. М.: «Фантаверсум», 2012. Серия: Талейдоскоп. ISBN 978-5-905360-15-2
- «Легенды неизвестной Америки». Роман. М.: «Снежный ком М», 2013. Серия: Нереальная проза. ISBN 978-5-904919-43-6
- «Переплётчик» [под псевдонимом Эрик Делайе]. Роман. М.: «Эксмо», 2014. ISBN 978-5-699-66030-8
- «Эверест». Роман. М.: «АСТ», 2018. Серия: Суперпроза. ISBN 978-5-17-110754-3
- «Легенды неизвестной Америки». Роман. М.: «АСТ», 2019. Серия: Суперпроза. ISBN 978-5-17-115877-4
- «Стекло». Роман. М.: «АСТ», 2021. Серия: Мастера интеллектуальной фантастики. ISBN 978-5-17-136637-7

### Научно-популярные издания
- «Эволюция мысли в знаменательных датах науки и экспонатах Политехнического музея: календарь 2017». Научно-популярное издание. Волкова В., Туманова В., Скоренко Т. [Под редакцией Мамонтова Д.] М.: Политехнический музей, 2017. Серия: Календарь Политехнического музея. ISBN 978-5-98962-044-9[33]
- «Изобретено в России. История русской изобретательской мысли от Петра I до Николая II». Научно-популярное издание. М.: Альпина нон-фикшн, 2017. ISBN 978-5-91671-752-5[34]
- «Популярная механика. Занимательные опыты и эксперименты». Научно-популярное издание. Скоренко Т., Апресов С., Мамонтов Д., Егоров И., Горячкин Д., Черняускас В. [Под редакцией Скоренко Т.] М.: АСТ, 2018. ISBN 978-5-17-096930-2[35]
- «Популярная механика. Занимательные опыты и эксперименты». Научно-популярное издание (2-е изд., исправленное и дополненное). Скоренко Т., Апресов С., Мамонтов Д., Егоров И., Горячкин Д., Черняускас В. [Под редакцией Скоренко Т.] М.: АСТ, 2018. ISBN 978-5-17-109869-8[36]
- «Изобретено в России. История русской изобретательской мысли от Петра I до Николая II». Научно-популярное издание  (2-е изд., исправленное и дополненное). М.: Альпина нон-фикшн, 2018. ISBN 978-5-91671-786-0
- «Люди мира. Русское научное зарубежье». Научно-популярное издание. Аллахвердян А., Ваганов А., Горелик Г., Губайловский В., Зайцева (Баум) Е., Орлова О., Первушин А., Пономарёва И., Скоренко Т., Ястребов С. [Под редакцией Баюка Д.] М.: Альпина нон-фикшн, 2018. ISBN 978-5-91671-766-2[37]
- «Календарь Политеха 2068 (2018)». Научно-популярное издание. Волкова В., Туманова В., Пазухина Е., Писарев А., Скоренко Т. [Под редакцией Мамонтова Д.] М.: Политехнический музей, 2018. Серия: Календарь Политехнического музея. ISBN 978-5-98962-028-9[33]
- «Популярная механика. Оружие и боевая техника: вчера, сегодня, завтра». Научно-популярное издание. Макаров О., Грек А., Лазарев К., Мамонтов Д., Фишман Р., Ваннах М., Цыгикало Н., Скоренко Т., Грановский Ю., Тиунов Д., Беляков Д., Апресов С. [Под редакцией Макарова О.] М.: АСТ, 2018. ISBN 978-5-17-102383-6[38]
- «Популярная механика. Сделано в России: идеи, технологии, открытия». Научно-популярное издание. Багаутдинов А., Грановский Ю., Грек А., Емельяненков А., Корзинов Н., Макаров О., Мамонтов Д., Левин А., Скоренко Т., Петров А., Сысоев С., Фишман Р., Шартогашева А. [Под редакцией Фишмана Р.] М.: АСТ, 2019. ISBN 978-5-17-112453-3[39]
- «Изобретено в России. История русской изобретательской мысли от Петра I до Николая II». Научно-популярное издание  (3-е изд., исправленное и дополненное). М.: Альпина нон-фикшн, 2019. ISBN 978-5-91671-955-0[40]
- «Изобретено в СССР. История изобретательской мысли с 1917 по 1991 год». Научно-популярное издание. М.: Альпина нон-фикшн, 2019. ISBN 978-5-91671-988-8[41]
- «Пиарь меня, если можешь. Инструкция для пиарщика, написанная журналистом». Научно-популярное издание. М.: АСТ, 2019. Серия: Звезда Рунета. Бизнес. ISBN 978-5-17-119376-8[42]
- «Думай и изобретай». Научно-популярное издание для детей. М.: Росмэн, 2020. ISBN 978-5-353-09358-9[43]
- «Как несъедобное становится съедобным» [Соавтор: Татьяна Алексеева]. Научно-популярное издание для детей. М.: Розовый жираф, 2023. Серия: Библиотека карманного ученого. ISBN 978-5-4370-0381-7[44]
- «Изобретено в России. История русской изобретательской мысли от Петра I до Николая II». Научно-популярное издание  (4-е изд., мягкий переплёт). М.: Альпина нон-фикшн, 2023. ISBN 978-5-00139-941-4[40]
- «Изобретено в России. История русской изобретательской мысли от Петра I до Николая II». Научно-популярное издание  (5-е изд.). М.: Альпина нон-фикшн, 2024. ISBN 978-5-907470-50-7[45]
- «Изобретено в СССР. История изобретательской мысли с 1917 по 1991 год». Научно-популярное издание (2-е изд., мягкий переплёт). М.: Альпина нон-фикшн, 2024. ISBN 978-5-00223-391-5[46]
- «Марсоход, аккордеон, МРТ. История армянской изобретательской мысли». Научно-популярное издание. М.: Слово/Slovo, 2024. ISBN 978-5-387-02038-4[47]
- «Мир механика Кулибина. Человек, который умел всё на свете». Научно-популярное издание для детей. М.: Альпина. Дети, 2025. ISBN 978-5-9614-9905-6[48]

### Издания на других языках

#### Китайский
- «苏联发明史 从1917年到1991年». 北京 / Beijing: 中国科学技术出版社 / China Science and Technology Press, 2023. ISBN 978-750-4698-49-0[49]
- «俄羅斯帝國發明史：從彼得一世到尼古拉二世». 北京 / Beijing: 中国科学技术出版社 / China Science and Technology Press, 2024. ISBN 978-752-3602-91-1[50]

#### Украинский
- «Думай i винаходь». Науково-популярне видання для дітей та юнацтва. Серія: Творимо й витворяємо. Харькiв: Монолiт Bizz, 2022. ISBN 978-617-7966-73-8[51]

### Романы
- «Ода абсолютной жестокости» (2010)
- «Сад Иеронима Босха» (2010)
- «Законы прикладной эвтаназии» (2011)[52]
- «Легенды неизвестной Америки» (2012)
- «Переплётчик» (2013) [под псевдонимом Эрик Делайе][53]
- «Эверест» (2015)
- «Стекло» (2021)

### Аудиокниги
Рассказы «Каталог Киллинсби», «Сцена для Джона Доу», «Бремя хорошего человека» и «Господин Одиночество» «озвучены» в рамках подкастов проекта «Модель для сборки».
Также в формате аудиокниг официально вышли:
- «Изобретено в России: История русской изобретательской мысли от Петра I до Николая II». Чтец: Василий Мичков. 2017 год.
- «Изобретено в СССР. История изобретательской мысли с 1917 по 1991 год». Чтец: Василий Мичков. 2019 год.
- «Пиарь меня, если можешь. Инструкция для пиарщика, написанная журналистом». Чтец: Тим Скоренко (автор). 2019 год.
- «Стекло». Чтец: Тим Скоренко (автор). 2021 год.

### Фильмография
- «День Козла»[59] (2013), роль стилиста

## Дискография[12][13]
Тим Скоренко записал семь музыкальных альбомов в жанре авторской песни на студиях «Сибирский тракт» (Казань), «Ça va» (Москва) и «Секретной студии» (Москва).
- 2008 — Железное сердце
- 2021 — После Гарделя
- 2021 — Путешественнику во времени
- 2021 — Кого отберут
- 2021 — Алярин
- 2022 — Дневник
- 2025 — Обратно